# Garmin eTrex Vista
Garmin eTrex Vista, handburen GPS-mottagare. Vista är toppmodellen i Garmins eTrex-serie, och kan användas för mobilt bruk både till sjöss och på land. Några av funktionerna hos Vista är GPS-mottagare, barometer, karta och kompass. 

## Specifikationer

### Mottagare
- 12-kanals GPS med stöd för DGPS, WAAS och EGNOS
- Antenn: Inbyggd patch
- Uppstarttid: 15 s (varm), 45 s (kall), 5 min (ny sökning)
- Uppdateringsfrekvens: 1 sekund, kontinuerlig

### Barometer
- Höjdområde: -600 m - 9200 m
- Noggrannhet: 3 m
- Upplösning: 30 cm
- Tryck: Aktuellt tryck (mbar/tum HG), 12 timmars historik

### Elektronisk kompass
- Noggrannhet: ± 2°
- Upplösning: 1°

### Navigeringsfunktioner
- Waypoints: 1 000
- Spår: 10
- Rutter: 20
- Tripp-dator: Aktuell fart, medelfart, soluppgång/solnedgång, trippmätare, timer

### Mått och vikt
- Storlek: 112 x 51 x 30 mm
- Vikt: 150 g (med batterier)
- Display: 5,4 x 2,7 cm

### Material
- Plast och gummi
- Vattentät enligt IEC 529 IPX7-standard